# Monaco ai XVIII Giochi olimpici invernali
Monaco partecipò ai XVIII Giochi olimpici invernali, svoltisi a Nagano, Giappone, dal 7 al 22 febbraio 1998, con una delegazione di 4 atleti impegnati in una disciplina.